# گورنو کوبیله
گورنو کوبیله (به بلغاری: Gorno Kobile) یک منطقهٔ مسکونی در بلغارستان است که در شهرستان ترکلیانو واقع شده‌است.